# ゼマン少佐の30事件
ゼマン少佐の30事件（チェコ語: 30 případů majora Zemana）は、国営チェコスロバキアテレビ（Československá televize）が1974年から1979年にかけて放送した警察ドラマシリーズである。チェコスロバキア連邦内務省国民保安隊（チェコ語: Sbor národní bezpečnosti, SNB）のヤン・ゼマン少佐（major Jan Zeman）が、終戦直後から1973年までの間に捜査にあたった30件の事件を描いた。

## 概要
1975年のソ連軍チェコスロバキア解放・国民保安隊発足30周年に合わせて国営チェコスロバキアテレビ（ČST）プラハテレビ局が制作した警察ドラマで、全30話。1945年にナチス・ドイツの強制収容所から解放され帰郷した主人公ヤン・ゼマンが国民保安隊に入庁し、プラハ市の殺人事件捜査班長に昇進するまでの28年間を描き、チェコスロバキアのほかソ連、東ドイツ、ベトナムで放映された。
制作にはプラハテレビ局に加え、チェコスロバキア人民軍および国民保安隊が参加。配給制度不正事件や共産党政権樹立、国民保安隊エージェントの活躍、プラハの春など、チェコスロバキア国内外で実際に起きた事件をモチーフとし、グスターフ・フサーク政権による「正常化」路線の下、チェコスロバキアの社会主義体制を守る保安機関を称賛し、体制への反抗を否定する内容で放映された。
主人公ヤン・ゼマンを演じたのは当時のチェコスロバキアを代表する俳優の1人、ヴラジミール・ブラベツ（Vladimír Brabec, 1934-2017）だった。本作によって「ゼマン少佐」のイメージが生涯にわたり強く残ったブラベツは、往々にして共産党政権による全体主義体制の強い支持者と見なされた。生前の本人がそれについてコメントすることはなかったが、チェコスロバキア共産党への入党歴はなかった。
1989年のビロード革命後は、社会主義政権のプロパガンダドラマとして扱われ、しばらく再放送は行われなかった。のち1998年1月にスロバキアの民間放送局テレビ・マルキーザが民主化後初の再放送を行い、まもなくチェコでも再放送が行われた。シリーズはDVD化され市販されている。
2004年には、プラハ市の不動産・広告会社Idefia Communicationsによって、退職して年金生活者となったヤン・ゼマンがNATOサミットを巡る謀略に立ち向かう新作劇場版の制作計画が発表された。しかし新しく盛り込まれた「ゼマンは1960年代から米国中央情報局（CIA）の諜報員として秘密裏に活動していた」という後付け設定が批判されたほか、当初もくろんでいた本作の著作権を持つチェコテレビとの共同制作もできなかったため、実現しなかった。